# Tel (stacja kolejowa)
Tel (wł. Stazione di Tel, niem: Bahnhof Töll) – stacja kolejowa w  miejscowości Partschins (wł. Parcines), w prowincji Bolzano, w niemieckojęzycznym regionie Trydent-Górna Adyga, we Włoszech. Znajduje się na linii Merano – Mals. 
Jest zarządzana przez Strutture Trasporto Alto Adige (Südtiroler Transportstrukturen).

## Linie kolejowe
- Linia Bolzano – Merano